# Bund/Länder-Arbeitsgemeinschaft Immissionsschutz
Die Bund/Länder-Arbeitsgemeinschaft Immissionsschutz (LAI) wurde 1964 von den für den Arbeitsschutz zuständigen Ministerien der Bundesländer der Bundesrepublik Deutschland gegründet und trug zunächst die Bezeichnung Länderausschuss für Immissionsschutz.

## Aufbau und Aufgaben
Die Bund-/Länder-Arbeitsgemeinschaft Immissionsschutz ist ein Arbeitsgremium der Umweltministerkonferenz (UMK).
Mitglieder der LAI sind die jeweiligen Leiter der obersten Landesbehörden für Immissionsschutz und Vertreter des Bundes, die sich mindestens zweimal im Jahr – rechtzeitig vor den jeweiligen Sitzungen der ACK/UMK – zu den LAI-Vollversammlungen treffen. Der Vorsitz der LAI wechselt alle zwei Jahre in alphabetischer Reihenfolge zwischen den Bundesländern.

## Tätigkeiten
Für die vielfältigen Themen des Immissionsschutzes wurden und werden Arbeitsgruppen eingerichtet. So befasste sich Ende der 1980er Jahre eine Arbeitsgruppe mit der Belastung durch krebserregende Luftschadstoffe und legte im August 1991 dazu einen Abschlussbericht vor. Demnach war die Belastung mit Dieselrußpartikeln in Ballungsräumen etwa 8-mal so hoch wie in ländlichen Gebieten, bei Benzol sogar 10-mal so hoch. Bei polyzyklischen aromatischen Kohlenwasserstoffen (PAK) lag die Belastung in den großen Städten 2,5-mal höher, in Berlin sogar 6-mal höher. Dies und andere Arbeitsergebnisse trugen dazu bei, dass auf europäischer Ebene eine Luftqualitätsrichtlinie (1996) eingeführt wurde.
Mit Verabschiedung der „Richtlinie zur Messung und Beurteilung von Lichtimmissionen“ (Licht-Richtlinie) im Mai 1993 hat der Länderausschuss für Immissionsschutz (LAI) den zuständigen Immissionsschutzbehörden erstmals ein System zur Beurteilung von Lichtverschmutzung zur Verfügung gestellt.